# 広州大団地事件
広州大団地事件（クワンジュ だいだんち じけん）は、大韓民国の首都であるソウル特別市（以下、ソウル市）の郊外に造成された広州大団地に住む住人3万名余りが1971年8月10日、政府の無計画な都市政策と行政に反発して起こした暴動で、第三共和国時代の韓国における都市貧民闘争である。
　

## 概要
広州大団地は、ソウル市が京畿道広州郡（現城南市）に造成した住宅団地で、市内の無許可住宅から退去させた住民達を同団地に集団移住させる計画を立てていた。初め、ソウル市は退去させた住民に対し1世帯あたりで20坪、一坪当たり2000ウォンで分譲し、その代金については2年間は据え置き、3年償還とする方針を立てていた。しかし、土地投機・転売を目的に住宅を取得した定着者（専売有住者）が相次いだ為、ソウル市は坪当たり8000～1万ウォンの代金一時支払いと取得税・財産税・営業税・所得税などの各種税金を課した。これに反発した住人は7月17日に「払い下げ価格是正対策委員会」を設立し、払い下げ価格の引き下げと課税延期などの各種救済措置、職場斡旋などを要求したが、当局側は住人の要求を無視する姿勢を取った。こうした行政の姿勢に対する住人の不満は、8月10日の会談の場に梁鐸植（ヤン・テシク）ソウル市長が姿を見せなかったことでついに爆発した。
住民は警察機動隊と衝突を繰り返し、ソウル市の出張所や官用車、警察車両に放火、派出所を破壊するなどした。こうした暴動状態が6時間余り続いた後、住民代表と会談した梁ソウル市長は住民側の要求を全面的に受け入れることを表明したことで、暴動は終息を見た。この事件によって、住民と警察の双方に100名余りの負傷者を出した他、住民23名が拘束された。